# フェニアン
| ジョン・オマホニー |  | ジェームズ・スティーブンス |
| ジョン・オマホニー |  | ジェームズ・スティーブンス |

フェニアン（Fenian）は、19世紀から20世紀にかけてアイルランドの独立と共和国樹立に傾注した友愛団体である、フェニアン団並びにアイルランド共和主義団（IRB）の隠語。1831年にアメリカ合衆国で設立されたアイルランド共和主義団体に対して、ケルト語学者のジョン・オマホニーが「フィアナ」（Fianna、アイルランド・スコットランド神話に見られる騎士団の意）にちなんで初めて用いた。
今日でも使用されてはいるが、もっぱら北アイルランド及びスコットランドにおけるアイルランド民族主義の支持者を指す語となっている。また、カトリックを奉じるアイルランド人に対する蔑称としても用いられてきた。こうした経緯があるため、19世紀のフェニアンに敬意を表しつつも、自らを「民族主義者」なり「共和主義者」と形容するアイルランド民族主義者は多い。

## フェニアン主義
オマホニーによると、フェニアン主義とはアイルランドが独立のための自然権を有しており、この権利は武装革命によってのみ達成可能という、2つの原理に象徴されるという。
なお、フェニアン主義という語自体は、イギリスの支配階層が1860年代、労働者階級やアイルランド民族主義のシンパを動員する行為を指して使うことがあった程度である。それも既存の社会秩序が労働組合主義によって置き換えられるような、文明社会を転換させる恐れを懸念する文脈においてであった。

## アイルランド
1848年に発生した青年アイルランド党による蜂起の参加者であったジェームズ・スティーブンスはパリで名を馳せた後、アメリカ合衆国でジョン・オマホニーと連携した他、国内外の急進的な民族主義者とも共闘。
後にジェレミア・オドノバン・ロッサとして知られるジェレミア・オドノバンとは、スキバリーンにて「フェニックス民族文芸協会」を設立することとなる。また、1858年5月17日にはトマス・クラーク・ルビーやジョン・オリアリー (フェニアン)、チャールズ・キッカムと、ダブリンのロンバード通りでアイルランド共和主義団を立ち上げた。

## アメリカ合衆国
アイルランド共和主義団のアメリカ支部であるフェニアン団が、ジョン・オマホニーやマイケル・ドヘニーにより結成（両者は何れも1848年の青年アイルランド党蜂起に参加）。当初はオマホニーがアメリカで活動を行う傍ら、スティーブンスやIRBへ資金提供していたが、1865年に反オマホニー派が2つのフェニアン団を立ち上げることとなった。なお、フェニアン襲撃以後はクラン・ナ・ゲールが台頭。

## カナダ

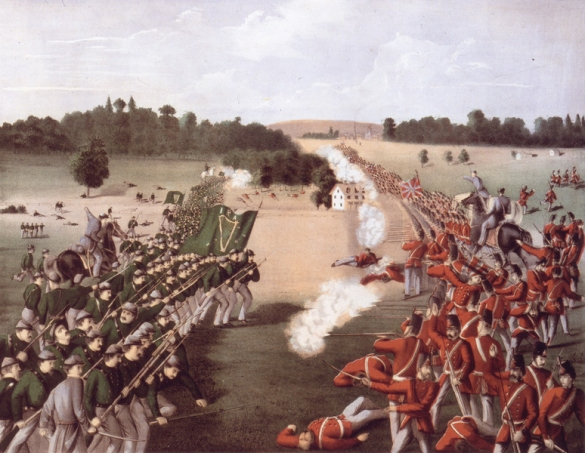
リッジウェイの戦い

カナダでも、急進的なアイルランド人から成るフェニアン団を指すのに用いられる。フェニアン団は、当時イギリスの自治領であった複数の州（オンタリオ州南部及びケベック州ミシスコイ郡）に数回侵入（1866年、1870年など）。目的はやはりカナダを人質に取り、イギリスにアイルランド独立を認めさせることにあった。襲撃事件により、カナダでアイルランド独立派を支持ないし協力する者は、アイルランド人の間でさえ極めて稀となる。
なお、1868年にアイルランド系カナダ人の政治家であるトマス・ダーシー・マクギー（1840年代はアイルランド同盟員であった）を暗殺したパトリック・J・フェランは、オタワで絞首刑に処せられた。
フェニアン襲撃によってもたらされた危機は、イギリスの北米植民地にカナダ同盟を通して現実のものとなった、集団的自衛権を考えさせる契機となる。

## イギリス

フェニアン旗（1867年、ダブリンにて）

イギリス並びにイギリス帝国のフェニアンは、政治的安定に対して大きな脅威であった。1860年代末IRBの中央本部がランカシャーに置かれ、1868年にはアイルランドの臨時政府であるIRB最高評議会が成立。その他、コノート、レンスター、アルスターそしてマンスターのアイルランド4地方やスコットランド、ロンドンを含むイングランドの地方議会に議員を擁するようになる。イングランドの各主要都市にはIRBのサークルがあった。

## 現在の用法

### 北アイルランド
北アイルランドではカトリック教徒に対する侮蔑語として使われる。

### スコットランド

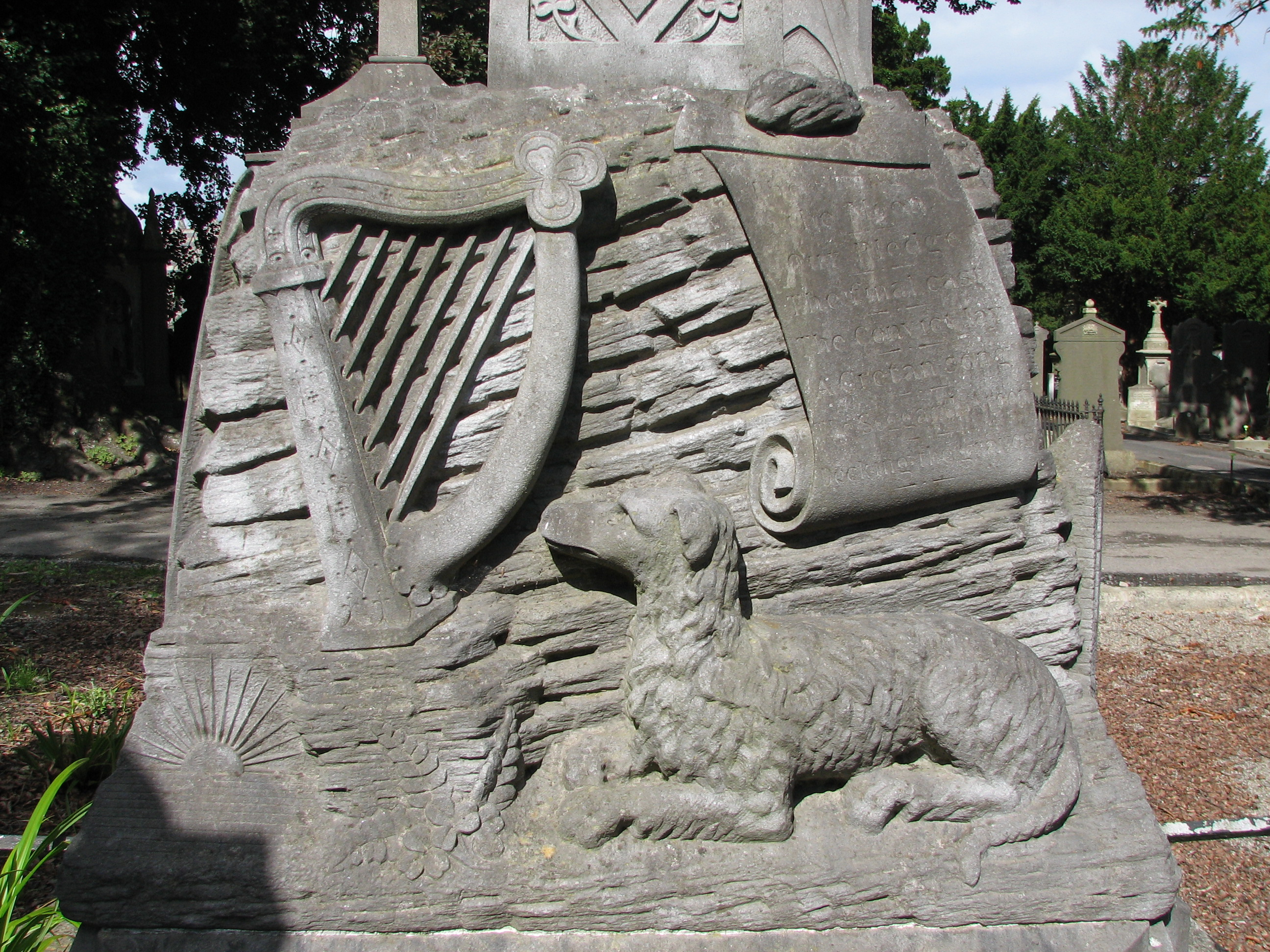
フェニアンの詩人として知られる、ジョン・キーガン・ケーシー（1846年 - 1870年5月17日）への献辞

スコットランドでサッカーの試合が行われる場合、セルティックFCのサポーターに対して「フェニアン」の語が用いられることが多い。というのも、セルティックFCはグラスゴーのカトリック系アイルランド人移民に起源を持っており、アイルランド民族主義と関係が深いためである。
しかし、ハイバーニアンFCやダンディー・ユナイテッドFCといった、スコットランドにある他のアイルランド系チームに対しては用いられない。あくまでセルティックFCとグラスゴー・レンジャーズFCとの間の、オールドファームにおける競合関係に依拠していることに注意（グラスゴー・レンジャーズFCはプロテスタント系の長老派の支持が厚い）。

### オーストラリア
オーストラリア共和主義を党是に掲げるオーストラリア労働党員を表す侮蔑語として用いられる。マイケル・アトキンソン南オーストラリア州司法長官は、2006年10月にアデレードで開かれた労働党大会で、勅選弁護士などの廃止を望む同党員を「フェニアンやアカ共」と発言。なお、アイルランド系のカトリック教徒は伝統的に労働党を支持しており、国内の君主政体に係る党の立場にも影響を与えてきたと言われている。

## 引用
- フェニアンはアイルランド政治における芸術家である。（リアム・オフラハーティ）
- 我々フェニアンが死に、アイルランドの墓に眠るならば、奴隷状態のアイルランドには決して平和が来ないであろう。（パトリック・ピアース）

## その他
2011年のクリスマスに放送されたテレビドラマ『ダウントン・アビー』にて、グランサム伯爵がアイルランド人革命家と結婚した娘のシビルの妊娠を知るや、「じゃあ、我々はフェニアンの孫を持つことになるのか」と発言、伯爵夫人は「いいじゃないの、アイルランドにツテが出来て。革命が起これば何かと好都合かもしれないわよ」とやり返した。